# Sportivnyj Klub Vodnogo Polo Astana
Lo Sportivnyj Klub Vodnogo Polo Astana è un club di pallanuoto kazako, con sede nella città di Almaty. Esso è conosciuto brevemente con il nome di Astana ed è una delle sezioni del Club Polisportivo Presidenziale Astana.

## Storia
La società ha una storia estremamente recente, essendo stata fondata nel 2010. Si è iscritta subito al campionato nazionale russo e il suo miglior risultato ad oggi è il 4º posto ottenuto proprio alla sua prima partecipazione nella stagione 2010-11, poi ripetuto nel 2014-15.

## Rosa 2014-2015
| N° |                       | Ruolo | Giocatore            |
| -- | --------------------- | ----- | -------------------- |
|    | Kazakistan (bandiera) |       | Altaj Al'taev        |
|    | Kazakistan (bandiera) |       | Miras Aubakirov      |
|    | Kazakistan (bandiera) |       | Egor Berbeljuk       |
|    | Kazakistan (bandiera) |       | Sergej Bogomolov     |
|    | Kazakistan (bandiera) |       | Julian Verdeš        |
|    | Kazakistan (bandiera) |       | Aleksandr Godovanjuk |
|    | Kazakistan (bandiera) | D     | Sergej Gubarev       |
|    | Kazakistan (bandiera) |       | Maksim Žardan        |
|    | Kazakistan (bandiera) |       | Anton Koljadenko     |
|    | Kazakistan (bandiera) |       | Aleksandr Lopatkin   |

| N° |                       | Ruolo | Giocatore          |
| -- | --------------------- | ----- | ------------------ |
|    | Kazakistan (bandiera) | CV    | Ravil' Manafov     |
|    | Kazakistan (bandiera) |       | Madichan Machmetov |
|    | Kazakistan (bandiera) |       | Evgenij Medvedev   |
|    | Serbia (bandiera)     |       | Branko Peković     |
|    | Kazakistan (bandiera) |       | Roman Pilipenko    |
|    | Kazakistan (bandiera) | D     | Rustam Ukumanov    |
|    | Kazakistan (bandiera) | D     | Vladimir Ušakov    |
|    | Kazakistan (bandiera) | D     | Murat Šakenov      |
|    | Kazakistan (bandiera) |       | Valerij Šlemov     |
|    | Kazakistan (bandiera) | CB    | Aleksej Šmider     |